# Gualdo
Gualdo (Lu Guàrdu in dialetto locale) è un comune italiano di 713 abitanti della provincia di Macerata nelle Marche. Suggestivo il suo borgo medievale circondato dalle Mura trecentesche e da alcune torri.

## Storia
Nel territorio di Gualdo esistevano in passato alcuni castelli oggi scomparsi: il castello di Cardine che dà il nome ad un'attuale contrada; il castello Sismondo o Sigismondo, che ancora nel 1300 era una piazzaforte armata e che fu donato nel 1445 da papa Eugenio IV a Pandolfo Taliamonte o Talamonti d'Ascoli, benemerito della Sede Apostolica, ed acquistato dalla città di Fermo nel 1447. Fino al 1817 era ancora menzionato nelle carte geografiche.
Il comune di Gualdo è stato colpito dal terremoto del Centro Italia dell'agosto e ottobre 2016 subendo numerosi danni, soprattutto nel centro storico.

### Simboli
Lo stemma e il gonfalone sono stati concessi con DPR del 26 febbraio 1982.
Il gonfalone è un drappo partito di giallo e di verde.

## Monumenti e luoghi di interesse
- Chiesa di San Savino - Costruita nel '500 e riedificata nel XVIII secolo, raccoglie pregevoli opere sacre[5]
- Chiesa della Madonna delle Grazie - Bella facciata con portico a due ordini[5]
- Convento francescano - Adiacente alla chiesa con affascinante chiostro[5]
- Mulino Brunforte - Del XIII secolo, sulla riva del torrente Tennacola, fuori dall'abitato[5]
- Biblioteca Murri - Raccoglie oltre 5 000 volumi appartenuti a Romolo Murri[5]

## Società

### Evoluzione demografica
Abitanti censiti

## Economia
La viticoltura, la produzione di vino e le cantine sono le principali risorse enogastronomiche del comune, il cui territorio è inserito all'interno di un numero rilevante di denominazioni di origine dedicate al vino, come ad esempio le D.O.C. San Ginesio e Colline maceratesi.

### Artigianato
Per quanto riguarda l'artigianato, è diffusa e rinomata la produzione di articoli per arredamento, in vimini o in midollino.

## Amministrazione
| Periodo        | Periodo        | Primo cittadino    | Partito                                 | Carica  | Note   |
| -------------- | -------------- | ------------------ | --------------------------------------- | ------- | ------ |
| 5 giugno 1985  | 27 maggio 1990 | Luigi Mastrocola   | Partito Socialista Democratico Italiano | Sindaco | [ 10 ] |
| 28 maggio 1990 | 23 aprile 1995 | Giovanni Zavaglini | Democrazia Cristiana                    | Sindaco | [ 10 ] |
| 24 aprile 1995 | 13 giugno 1999 | Giovanni Zavaglini | Centro                                  | Sindaco | [ 10 ] |
| 14 giugno 1999 | 13 giugno 2004 | Giovanni Zavaglini | Lista civica                            | Sindaco | [ 10 ] |
| 14 giugno 2004 | 7 giugno 2009  | Ivo Lucarelli      | Lista civica                            | Sindaco | [ 10 ] |
| 8 giugno 2009  | 25 maggio 2014 | Giovanni Zavaglini | Lista civica                            | Sindaco | [ 10 ] |
| 26 maggio 2014 | 26 maggio 2019 | Giovanni Zavaglini | Per Gualdo                              | Sindaco | [ 10 ] |
| 27 maggio 2019 | 9 maggio 2024  | Giovanni Zavaglini | Lista per Gualdo                        | Sindaco | [ 10 ] |
| 10 maggio 2024 | in carica      | Giovanni Zavaglini | Lista per Gualdo                        | Sindaco | [ 10 ] |

## Sport
Il Vis Gualdo calcio milita attualmente in seconda categoria,  la squadra gioca le partite casalinghe al campo sportivo comunale "Ubaldo Ghezzi".

## Galleria d'immagini

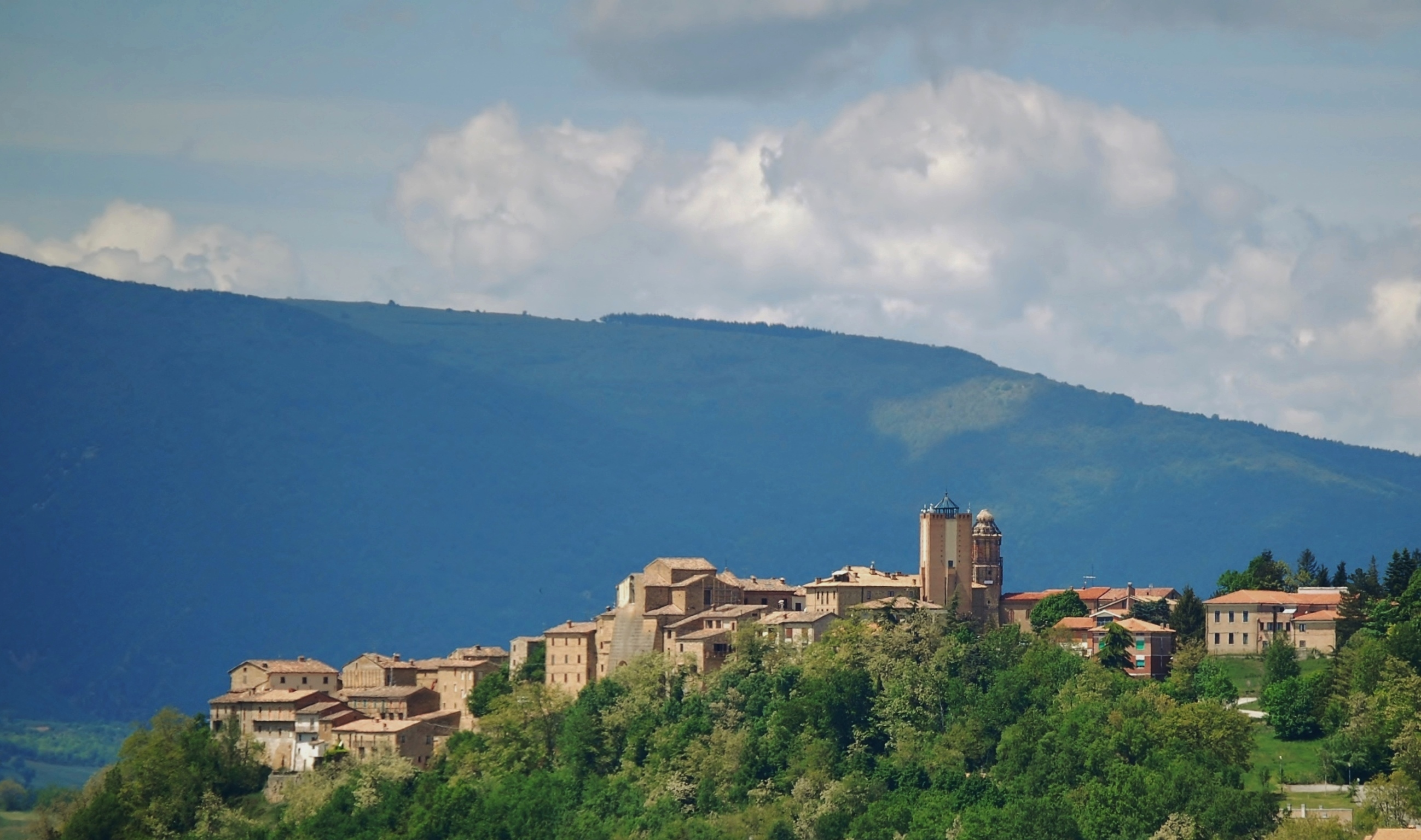
Veduta di Gualdo
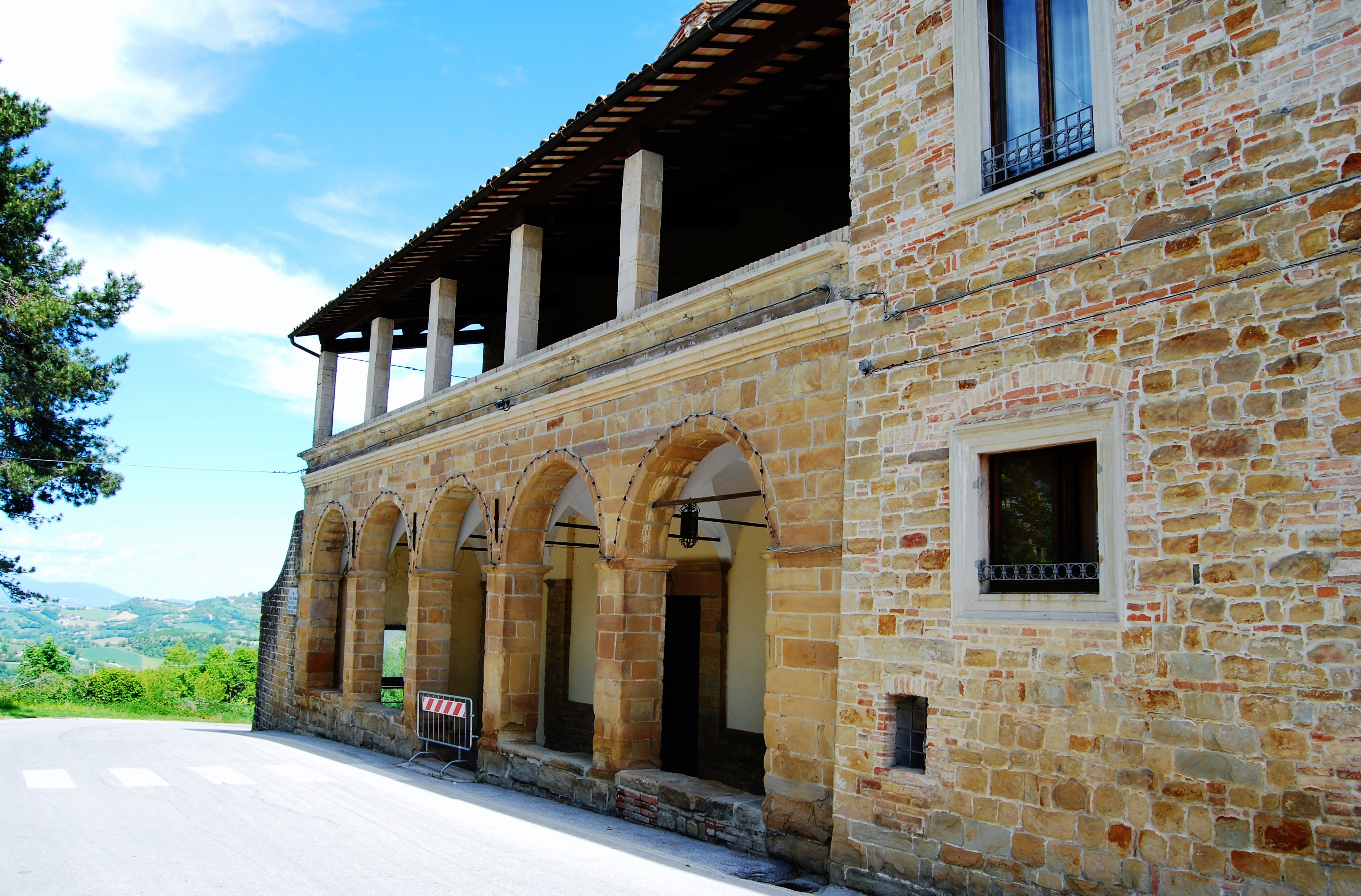
Chiesa della Madonna delle Grazie
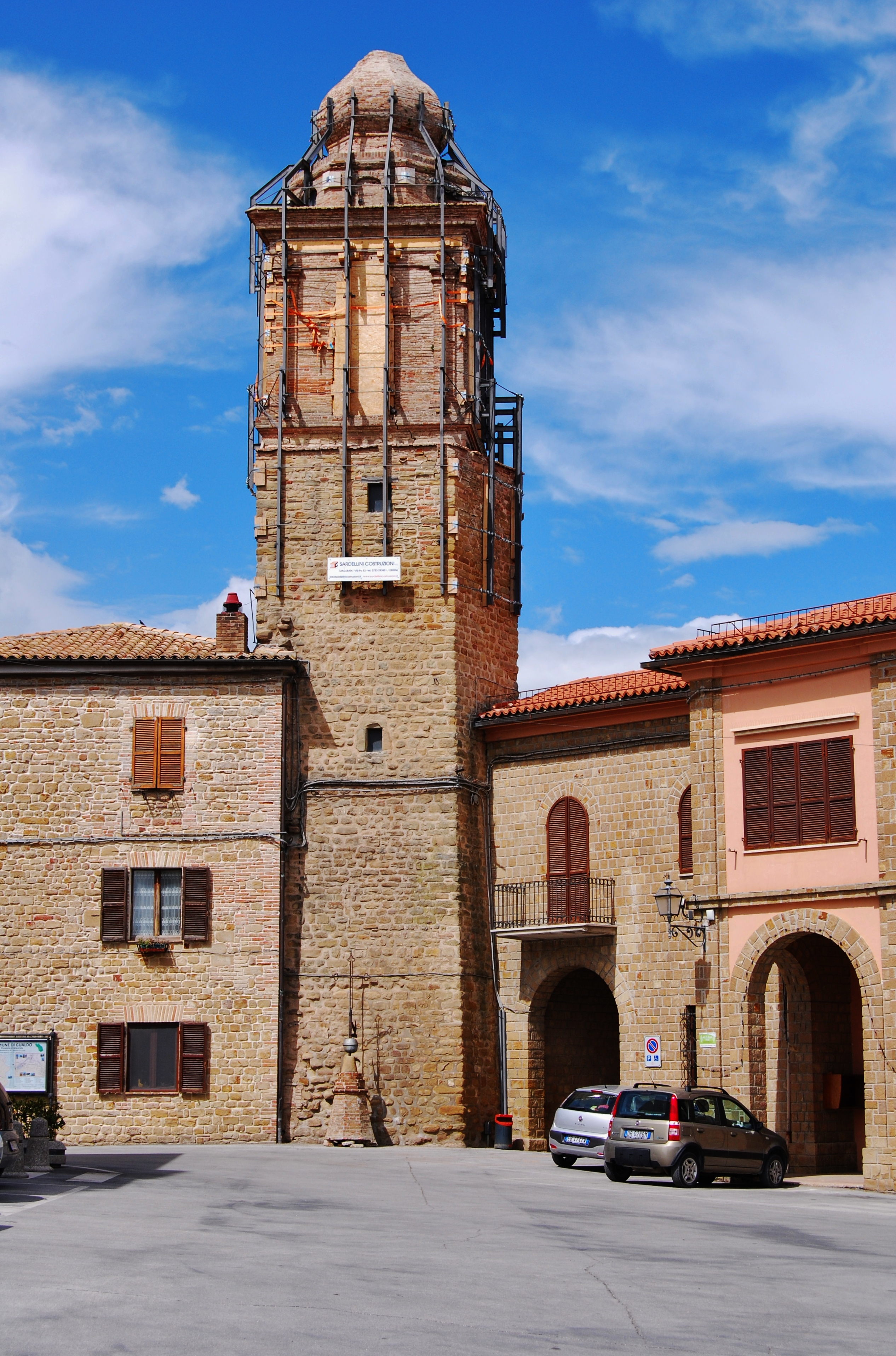
Piazzale del Cassero, Torre Campanaria